# Effetto rimbalzo (economia)
In economia energetica — in particolare, nell'ambito del risparmio energetico — l'effetto rimbalzo (in inglese, rebound effect o take-back effect) si riferisce a specifiche risposte sistemiche conseguenti all'introduzione di tecnologie efficienti nei cicli di produzione. Tali risposte hanno la peculiarità di ridurre gli effetti benefici del risparmio energetico apportato dalla nuova tecnologia o da misure equivalenti adottate, aumentando di fatto i consumi complessivi.
Il ricercatore François Schneider offre una motivazione psicologica a questo fenomeno: la soddisfazione di aver ridotto il proprio consumo contingente porta a utilizzare maggiormente la tecnologia vanificandone il risparmio.

## Aspetti generali
Sebbene la letteratura scientifica si concentri soprattutto sui consumi energetici, il concetto di take-back può essere applicato all'uso di qualsiasi altra risorsa naturale o ad altri input, come il lavoro.

L'effetto rimbalzo è generalmente espresso come il rapporto tra il beneficio perso e il beneficio ambientale previsto. Per esempio, se un incremento del 5% dell'efficienza energetica dei veicoli provoca solo un calo del 2% del consumo totale di carburante, vi è un effetto rimbalzo del 60% (dato che  (5-2)⁄5 = 60%). Il "mancante" 3% potrebbe essere stato vanificato da una guida più veloce o dall'aumento di veicoli circolanti.
L'esistenza dell'effetto rimbalzo è indiscutibile. Tuttavia, è in corso un dibattito in merito all'entità e all'impatto di questo fenomeno in situazioni concrete.
Ci sono tre possibili scenari per quanto riguarda la dimensione dell'effetto rimbalzo:
1. Il risparmio di risorse è maggiore del previsto: l'effetto rimbalzo è negativo. In genere, ciò si verifica se il legislatore incentiva l'uso di tecnologie più efficienti a patto che i prodotti diventino più costosi sul mercato.
2. Il risparmio effettivo è minore di quello previsto: l'effetto rimbalzo è compreso tra 0% e 100%. Ciò è noto anche col nome di "take-back" ed è il risultato più comune di studi empirici sui singoli mercati.
3. Il risparmio ottenuto è negativo: l'effetto rimbalzo è maggiore del 100%. Questa situazione è comunemente nota come paradosso di Jevons e a volte è indicato con l'espressione "back-fire" (traducibile con "ritorno di fiamma").

## Storia
L'effetto rimbalzo è stato descritto per la prima volta nel 1865 da William Stanley Jevons nel suo libro The Coal Question. Jevons osservò che l'invenzione in Gran Bretagna di un motore a vapore più efficiente fece sì che l'utilizzo del carbone diventasse economicamente conveniente per numerosi nuovi usi. Questo, in ultima analisi, portò a un aumento della domanda di carbone, incrementando così il consumo globale di carbone (nonostante fosse diminuita la quantità di carbone richiesta per ogni singolo processo). Secondo Jevons "è una follia supporre che un uso parsimonioso di carburante ne riduca il consumo. È vero il contrario."
La presenza dell'effetto rimbalzo nella letteratura scientifica odierna è dovuta soprattutto ai lavori di Daniel Khazzoom. Sebbene Khazzoom non abbia mai usato questo concetto, egli ha lanciato l'idea della scorrelazione fra aumento dell'efficienza energetica e riduzione dei consumi energetici, a causa di un cambiamento del prezzo dell'energia "contenuta" nei prodotti destinati al consumo finale. Il suo studio è basato sui guadagni di efficienza energetica degli elettrodomestici, ma il discorso vale per ogni settore economico. Un esempio comunemente studiato è quello di un'autovettura più efficiente. Dal momento che ogni chilometro di viaggio diventa più conveniente, ci sarà un aumento della velocità di guida e/o dei chilometri percorsi, fino a quando l'elasticità della domanda di viaggi in auto non si azzera.

Altri esempi potrebbero riguardare la crescita dell'illuminazione del giardino in seguito al risparmio energetico ottenuto installando lampade fluorescenti compatte; oppure l'aumento delle dimensioni delle case dovuto, in parte, all'introduzione di tecnologie di riscaldamento più efficienti. Se l'effetto rimbalzo è maggiore del 100%, un ipotetico vantaggio proveniente dalla maggiore efficienza è spazzato via da un aumento della domanda (paradosso di Jevons).
La tesi di Khazzoom è stata criticata aspramente da Michael Grubb e da Amory Lovins, i quali propugnano l'esistenza di una connessione fra il miglioramento dell'efficienza energetica in un singolo mercato e una riduzione dei consumi energetici a livello macroeconomico. Sviluppando le idee di Khazzoom, e alimentando un acceso dibattito sulla rivista Energy Policy, Len Brookes ha messo in discussione l'efficienza energetica vista come soluzione alle emissioni di gas serra. La sua analisi ha mostrato che i miglioramenti dell'efficienza giustificati dal mercato di fatto stimolano la crescita economica e fanno aumentare l'uso totale di energia. Per ridurre i consumi totali è necessario che l'aumento dell'efficienza sia accompagnato da un aumento dei costi. A tal proposito, Brookes sostiene che "l'elevata considerazione per il tema [dell'efficienza energetica] sembra sia dovuta più all'attuale ondata di fervore 'verde' che all'analisi sobria dei fatti, della validità e delle conseguenze delle soluzioni proposte."

### Il postulato di Khazzoom-Brookes
Nel 1992 l'economista Harry Saunders coniò l'espressione "postulato di Khazzoom-Brookes" per indicare l'idea che dei guadagni di efficienza energetica, paradossalmente, possono incrementare il consumo di energia (l'equivalente moderno della paradosso di Jevons). Utilizzando una varietà di modelli di crescita neoclassici, egli ha dimostrato che il postulato è verificato da una vasta gamma di situazioni. In un suo articolo, Saunders conclude affermando che:
Questo lavoro ha fornito una base teorica per gli studi empirici e ha giocato un ruolo importante nella definizione precisa dell'effetto rimbalzo. Inoltre, ha rafforzato una divisione ideologica emergente tra gli economisti dell'energia, basata sulla portata da attribuire a tale fenomeno. Le due posizioni tenacemente sostenute sono:
- Dei miglioramenti tecnologici nel campo dell'efficienza energetica consentiranno una crescita economica, che è altrimenti impossibile; a lungo termine, tali miglioramenti di solito portano ad avere take-back significativi.
- Un aumento dell'efficienza può portare a piccoli take-back. Tuttavia, anche nel lungo termine, miglioramenti dell'efficienza energetica garantiscono grandi risparmi energetici complessivi.

Anche se molti studi sono stati condotti sull'argomento, nessuna posizione è universalmente accettata nella letteratura accademica. Ricerche recenti hanno dimostrato che i take-back diretti sono significativi (circa il 30% per l'energia), ma che non ci sono informazioni sufficienti riguardo agli effetti indiretti, per sapere se e con quale frequenza avviene il back-fire. In genere, gli economisti propendono per la prima posizione, mentre la maggior parte dei governi, delle imprese e dei gruppi ambientalisti aderiscono alla seconda. I governi e le associazioni ambientaliste spesso sostengono ulteriori ricerche per l'efficienza, vista come mezzo primario per ridurre il consumo energetico e le emissioni climalteranti. Tuttavia, se la prima posizione riflette meglio la realtà economica odierna, gli sforzi attuali per inventare tecnologie di efficienza non riducono necessariamente il consumo energetico e, paradossalmente, possono di fatto far crescere — nel lungo periodo — l'uso di petrolio e di carbone nonché intensificare le conseguenti emissioni di gas serra.

## Tipi di effetto rimbalzo
L'effetto rimbalzo può essere analizzato considerando tre tipi di scenari economici:
1. Effetto rimbalzo diretto: una maggiore efficienza nella produzione di un bene o nella fornitura di un servizio, ne riduce i costi e ne aumenta di conseguenza la domanda, a causa dell'effetto di sostituzione.
2. Effetto rimbalzo indiretto: attraverso l'effetto di reddito, la riduzione dei costi dei beni consumati dalle famiglie orienta la domanda verso altri beni e servizi, facendo così aumentare il consumo di risorse necessarie a soddisfare questa domanda aggiuntiva.
3. Effetto macroeconomico: la nuova tecnologia crea nuove possibilità di produzione e aumenta la crescita economica nel suo complesso.

Nell'esempio succitato dei veicoli efficienti, un effetto diretto potrebbe essere l'aumento del consumo di carburante a causa della sua convenienza. Un effetto indiretto, invece, potrebbe consistere nell'incremento del consumo di altri beni, consentito dal risparmio nell'acquisto di carburante. Curiosamente, poiché il consumo di altri beni aumenterebbe, è lecito prevedere un incremento del carburante necessario a produrre e trasportare queste merci aggiuntive. Infine, l'effetto macroeconomico riguarderebbe le conseguenze a lungo termine dell'aumento di efficienza dei veicoli a combustibile sulle modalità di produzione, di trasporto e di consumo, compresi gli eventuali effetti sui tassi di crescita economica.

### Rimbalzo diretto e indiretto

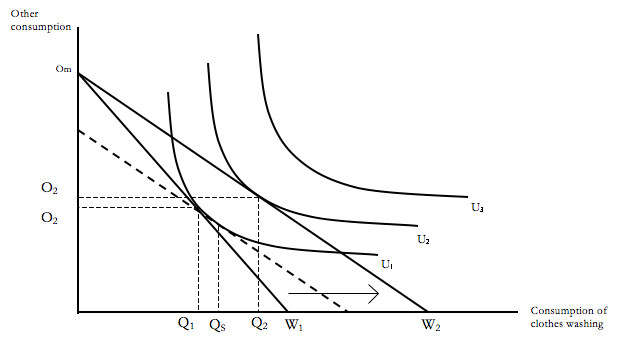
Figura 1: effetto rimbalzo diretto e indiretto

Nella Figura 1 viene rappresentata la riduzione dei costi (d'ora in poi, scriveremo «risparmio»), dovuta a effetti diretti e indiretti, in seguito a un aumento di efficienza. L'asse orizzontale mostra il consumo di un determinato bene o servizio (in questo caso il lavaggio dei vestiti, misurabile in peso di vestiti puliti), mentre sull'asse delle ordinate viene rappresentato il consumo di tutti gli altri beni e servizi. Un cambiamento tecnologico, che permette di lavare la medesima quantità di vestiti con minore energia, porta a una riduzione del costo del servizio. Questo sposta verso destra la linea di bilancio delle famiglie. Ne risulta un effetto di sostituzione a causa della flessione del prezzo, ma anche un effetto di reddito dovuto a un aumento del reddito reale. L'effetto di sostituzione aumenta la domanda di lavaggi da Q1 a QS e l'effetto di reddito da QS a Q2. L'aumento complessivo della domanda di lavaggi da Q1 a Q2, e il conseguente aumento del consumo di elettricità, è la conseguenza diretta del take-back. L'effetto indiretto comprende l'aumento, da O1 a O2, del consumo di altri beni e servizi. L'entità dei suddetti effetti dipende dall'elasticità della domanda di — dalle risorse "incorporate" in — e dalle esternalità associate a — ciascun bene/servizio coinvolto. È interessante notare che fenomeni simili a quelli appena esposti possono coinvolgere anche la fase di produzione delle tecnologie efficienti.
L'effetto rimbalzo può attenuare la riduzione delle emissioni a effetto serra ottenuta con un incremento dell'efficienza energetica. La stima dei take-back diretti sul consumo di elettricità residenziale, di riscaldamento e di carburante è stato un obiettivo diffuso nella ricerca sull'effetto rimbalzo. A tale scopo, i due approcci più impiegati consistono in metodi di valutazione ed econometrici. I metodi di valutazione si basano su modelli semi-empirici, imperniati alla misura della variazione dei consumi in seguito all'applicazione di tecnologie efficienti. Invece, gli studi econometrici usano le stime di elasticità per prevedere gli effetti che potrebbero derivare dai cambiamenti del prezzo effettivo dei servizi energetici.
Ricerche svolte nei paesi sviluppati hanno rilevato un take-back diretto piccolo o moderato, tra il 5% e il 40%. Tuttavia, l'effetto rimbalzo può essere più significativo nel contesto dei mercati non sviluppati dei paesi del sud del mondo.

### Rimbalzo macroeconomico
Foss'anche i take-back diretti e indiretti assommati risultino minori del 100%, le tecnologie efficienti possono avere effetti sull'economia globale aumentando le risorse disponibili. In particolare, questo potrebbe accadere se l'efficienza permettesse una espansione della produzione, ossia un aumento del tasso di crescita economica. Ad esempio, per il caso dell'energia, una tecnologia più efficiente implica una diminuzione del prezzo delle risorse energetiche; ed è noto che ciò ha un grosso impatto sulla crescita economica. Negli anni settanta i forti aumenti dei prezzi petroliferi hanno portato a stagflazione (cioè recessione e inflazione) nei paesi sviluppati, mentre negli anni novanta i prezzi più bassi dell'oro nero hanno contribuito a far crescere l'economia. Un miglioramento dell'efficienza energetica, quindi, equivale a prezzi del carburante più bassi e porta a una crescita economica più rapida. Per questo motivo, la maggioranza degli economisti sostiene che, soprattutto per il caso dell'energia, l'introduzione di tecnologie più efficienti ne provocheranno un consumo maggiore.
Per quantificare l'impatto dell'effetto rimbalzo macroeconomico gli economisti usano modelli di equilibrio generale computabile (CGE). Anche se la metodologia CGE non è affatto perfetta, gli studi effettuati indicano sovente valori superiori al 100%. Un semplice modello CGE è stato reso disponibile online per l'utilizzo da parte degli economisti.

### Effetti indiretti del risparmio

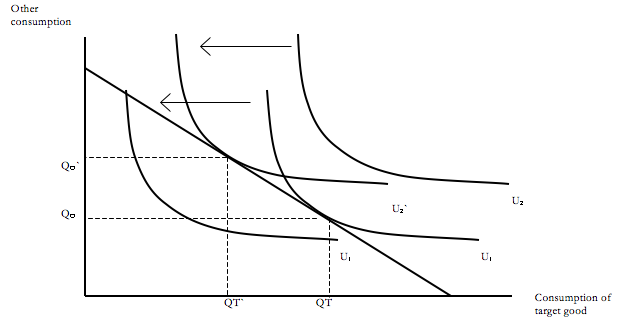
Figura 2: cambiamento delle scelte economiche di una famiglia come effetto indiretto del risparmio

Nell'ambito del risparmio, l'effetto rimbalzo indiretto tende a coincidere con quello globale. Il risparmio ottenuto nell'acquisto di determinati beni o servizi fa spostare la domanda verso altre merci. La Figura 2 mostra un cambiamento delle scelte economiche di una famiglia per effetto rimbalzo: diminuisce il consumo del bene di riferimento (da QT a QT') e aumenta quello associato ad altri beni o servizi (da QO a QO'). Il consumo di risorse associato alla produzione di questi ultimi costituisce il take-back indiretto.
Sebbene sia un'opinione diffusa immaginare piccolo il take-back indiretto sulle emissioni e sui consumi energetici — giudicando marginale la spesa energetica delle famiglie — tale punto di vista viene gradualmente svalutato. Molti studi recenti — mediante l'Analisi del ciclo di vita dei prodotti — mostrano che l'energia consumata indirettamente da parte delle famiglie è spesso superiore ai consumi diretti di energia elettrica, gas e carburante — e che tale trend è crescente. Ciò risulta evidente da studi recenti secondo i quali i take-back indiretti, relativi al risparmio domestico, possono variare a seconda dei casi dal 10% al 200%. Non è scontato che take-back minori siano associati ad abitudini alimentari tese a ridurre i food miles (la distanza che un alimento percorre dal momento in cui viene prodotto a quello in cui viene consumato).

### La variabile reddito
Alcuni studi hanno mostrato che l'effetto rimbalzo diretto dei servizi energetici è inferiore in presenza di redditi elevati, a causa della minore sensibilità al prezzo. Nelle famiglie del Regno Unito, l'elasticità della domanda del decile superiore di reddito è risultato doppio rispetto al decile inferiore. Altre ricerche hanno evidenziato alti take-back in famiglie con basso reddito che hanno installato nuovi impianti di riscaldamento efficienti. Queste indagini hanno indicato che l'effetto rimbalzo diretto è spesso vicino al 100%.
Probabilmente le famiglie con un alto reddito regolano il riscaldamento alla temperatura ottimale, indipendentemente dal costo dell'energia, per cui un aumento di efficienza non fa cambiare le loro abitudini di consumo. Per converso, le famiglie con un basso reddito — avendo "tirato la cinghia" in precedenza — appena i prezzi calano tendono ad alzare la temperatura minima confortevole. In questo caso è facile prevedere un alto effetto rimbalzo diretto. Le suddette considerazioni sono estendibili ad altre tipologie di consumo domestico di energia.
Verosimilmente, la portata dell'effetto rimbalzo è differente nei paesi in via di sviluppo. Uno studio è stato intrapreso nell'India rurale per valutare l'impatto di un sistema energetico alternativo. Sono stati realizzati impianti di illuminazione a energia solare, col fine di azzerare l'uso di cherosene nelle stagioni con illuminazione solare sufficiente. Questo sistema è stato progettato per rendere l'illuminazione efficiente ed economicamente conveniente. I risultati sono stati sorprendenti: con alti take-back diretti (tra il 50% e l'80%), l'effetto rimbalzo totale (diretto e indiretto) è stato superiore al 100%. La nuova fonte di illuminazione era essenzialmente a costo zero; il tempo medio di funzionamento è salito da 2 a 6 ore al giorno. Il sistema d'illuminazione introdotto si basava su un'opportuna combinazione di due tipi di lampada: solare a costo zero e a cherosene. L'alta disponibilità energetica ha pure incoraggiato la cottura di vivande, incrementando così il commercio di prodotti alimentari tra villaggi vicini.

## Effetto rimbalzo e tempo
Il costo opportunità del tempo individuale non sempre è computato, per cui nella letteratura sull'effetto rimbalzo è sovente trascurato il take-back relativo al risparmio di tempo. I mezzi di trasporto più veloci rappresentano un classico esempio per osservare il take-back temporale. Poiché il "costo di tempo" costituisce una parte rilevante del costo globale del trasporto pendolare, più sarà veloce la circolazione e più caleranno i costi reali. Ma, al contempo, una siffatta tecnologia incoraggerà a fare viaggi su tragitti più lunghi. Sebbene questi effetti appaiano significativi, è arduo quantificarli a causa del valore soggettivo attribuibile al tempo. Il tempo risparmiato può essere usato sia per lavorare di più che per svagarsi. Il tempo recuperato grazie all'efficienza dei processi può tradursi in tassi più elevati di produzione. D'altro canto, avere più tempo da dedicare ai propri interessi induce a diversificarli.

## Possibili soluzioni
Al fine di scongiurare un effetto rimbalzo nel consumo di carburante, gli economisti ecologici Mathis Wackernagel e William Rees hanno suggerito che qualsiasi riduzione dei costi dovuta ad aumenti di efficienza sia "tassata o comunque rimossa dalla circolazione economica. Preferibilmente, dovrebbe essere prelevata per essere reinvestita per restaurare il capitale naturale." Tale prelievo può essere realizzato, ad esempio, attraverso l'imposizione di una apposita ecotassa, l'istituzione di un mercato delle emissioni o l'incremento delle accise sui carburanti.